# Zdzisław Rajchel
Zdzisław Mateusz Rajchel (ur. 21 września 1910 w Rymanowie, zm. wiosna 1940 w Katyniu) – urzędnik Ministerstwa Spraw Wojskowych, podporucznik rezerwy uzbrojenia Wojska Polskiego, ofiara zbrodni katyńskiej.

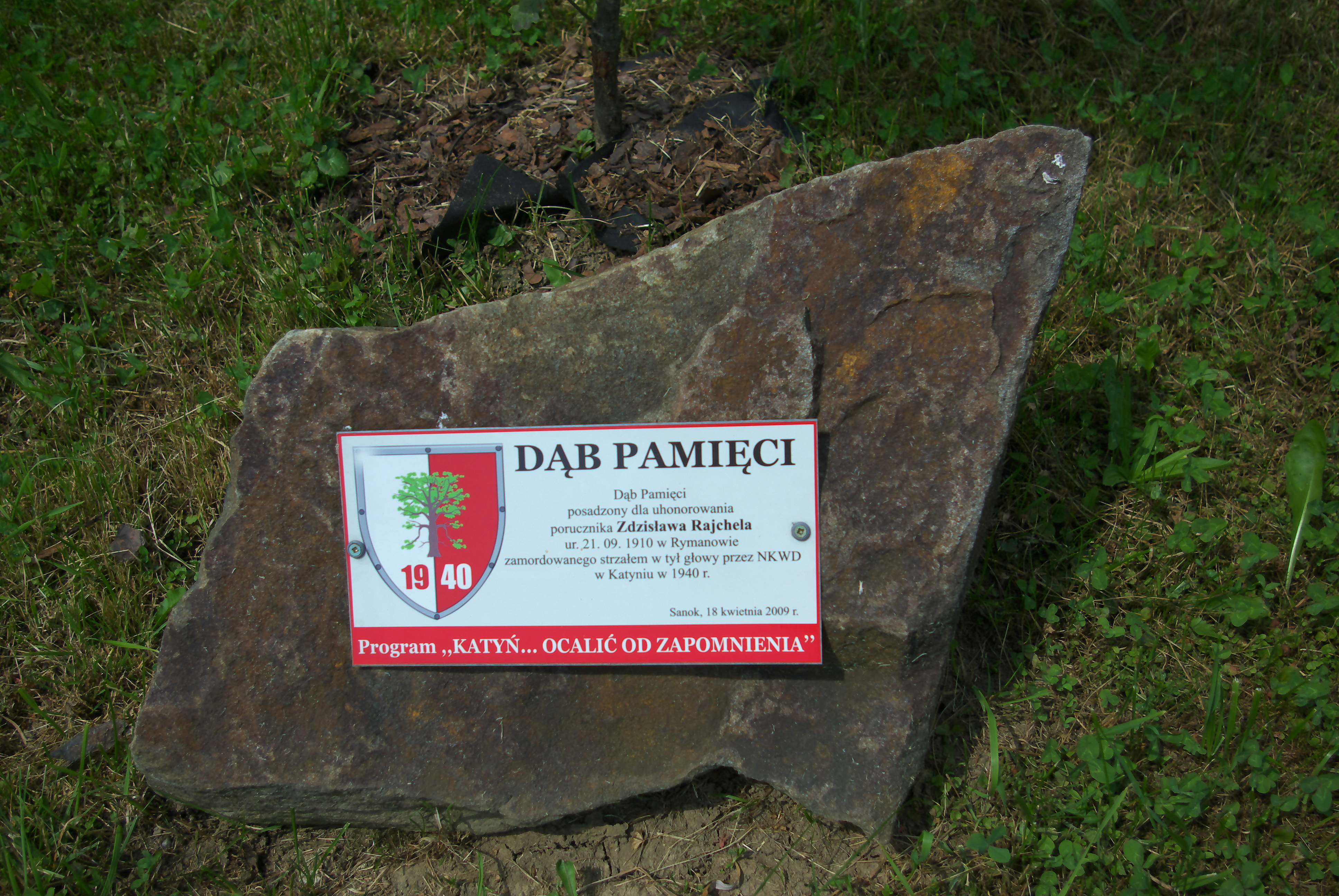
Kamień przy Dębie Pamięci honorującym Zdzisława Rajchla w Sanoku

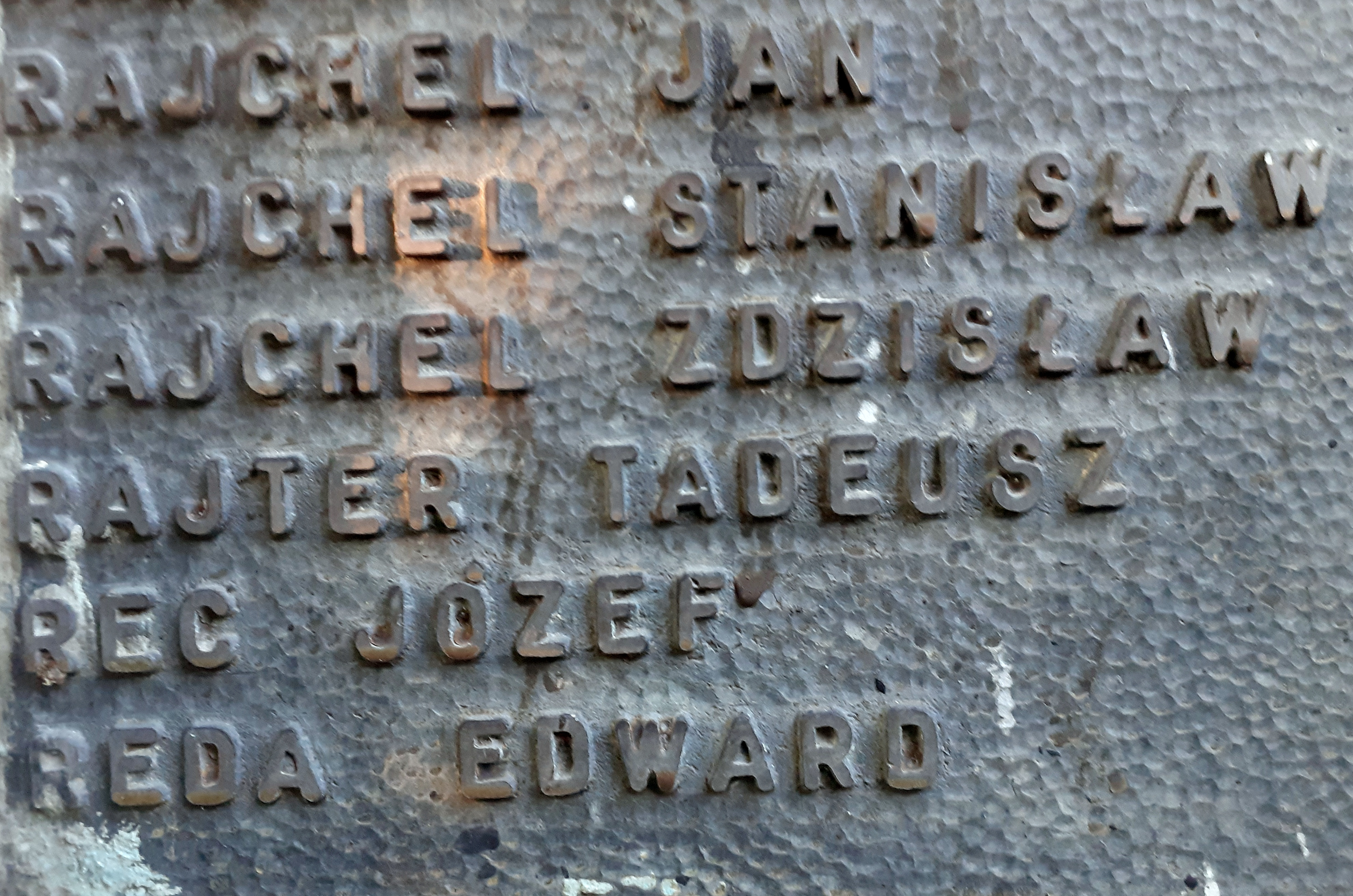
Upamiętnienie na Mauzoleum w Sanoku

## Życiorys
Urodził się jako syn Ignacego (kontroler urzędu pocztowego) i Marianny z domu Kilar. W 1931 zdał egzamin dojrzałości w Państwowym Gimnazjum im. Królowej Zofii w Sanoku (w jego klasie byli m.in. Juliusz Katz-Suchy, Stanisław Kawski, Zbigniew Przystasz). Działał w Polskim Towarzystwie Gimnastycznym „Sokół”.
Był zatrudniony na stanowisku sekretarza w Urzędzie Miejskim w Sanoku. W mieście zamieszkiwał przy ulicy Juliusza Słowackiego 53.
Od 12 sierpnia 1931 do 30 czerwca 1932 odbył kurs Wołyńską Szkołę Podchorążych Rezerwy Artylerii (Kurs VI, wynik dostateczny, lokata 55 na 69) we Włodzimierzu Wołyńskim i otrzymał stopień kaprala podchorążego. Został przydzielony do 24 pułku artylerii lekkiej w Jarosławiu, gdzie odbywał praktykę i ćwiczenia wojskowe w 1933 i 1934. Został mianowany do stopnia podporucznika ze starszeństwem z dniem 1 stycznia 1935. W 1937 został przeniesiony z korpusu oficerów artylerii do korpusu oficerów uzbrojenia z przydziałem do Biura Personalnego Ministerstwa Spraw Wojskowych. Do czerwca 1938 odbył kurs 6-tygodniowy kurs oficerów rezerwy Szkole Uzbrojenia w Warszawie. Zdobył wówczas Państwową Odznakę Sportową.
Po wybuchu II wojny światowej, kampanii wrześniowej i agresji ZSRR na Polskę na terenach wschodnich II Rzeczypospolitej został aresztowany przez Sowietów. Był przetrzymywany w obozie w Kozielsku (wraz z nim byli osadzeni m.in. dwaj inni pochodzący z Sanoka żołnierze: gimnazjalny kolega Zbigniew Przystasz, który wspominał o nim w ocalonym pamiętniku pisanym w obozie, m.in. o tym iż pod koniec stycznia 1940 nieco chorował oraz Zygmunt Bezucha, o którym Przystasz w pamiętniku zanotował, iż został odtransportowany 4 kwietnia 1940 w jednym z pierwszych transportów wywózkowych, a także Zbigniew Wyskiel). W kwietniu 1940 (najprawdopodobniej dnia 17 lub 19) został zabrany do Katynia i rozstrzelany przez funkcjonariuszy Obwodowego Zarządu NKWD w Smoleńsku oraz pracowników NKWD przybyłych z Moskwy na mocy decyzji Biura Politycznego KC WKP(b) z 5 marca 1940. Jest pochowany na Polskim Cmentarzu Wojennym w Katyniu, gdzie w 1943 jego ciało zostało zidentyfikowane w toku ekshumacji prowadzonych przez Niemców pod numerem 3751 (przy zwłokach zostały odnalezione: nieśmiertelnik-znak rozpoznawczy z odciskiem Sanok, koperta, legitymacja urzędnika państwowego, połówka legitymacji odznaki Szkoły Podchorążych Rezerwy Artylerii, wizytówki, koperta listowa).

## Upamiętnienie
Podczas „Jubileuszowego Zjazdu Koleżeńskiego b. Wychowanków Gimnazjum Męskiego w Sanoku w 70-lecie pierwszej Matury” 21 czerwca 1958 jego nazwisko zostało wymienione w apelu poległych w obronie Ojczyzny w latach 1939-1945 oraz na ustanowionej w budynku gimnazjum tablicy pamiątkowej poświęconej poległym i pomordowanym absolwentom gimnazjum.
W 1962 Zdzisław Rajchel został upamiętniony wśród innych osób wymienionych na jednej z tablic Mauzoleum Ofiar II Wojny Światowej na obecnym Cmentarzu Centralnym w Sanoku.
5 października 2007 roku Minister Obrony Narodowej Aleksander Szczygło awansował go pośmiertnie do stopnia porucznika. Awans został ogłoszony 9 listopada 2007 roku, w Warszawie, w trakcie uroczystości „Katyń Pamiętamy – Uczcijmy Pamięć Bohaterów”.
18 kwietnia 2009, w ramach akcji „Katyń... pamiętamy” / „Katyń... Ocalić od zapomnienia”, w tzw. Alei Katyńskiej na Cmentarzu Centralnym w Sanoku zostało zasadzonych 21 Dębów Pamięci, w tym upamiętniający Zdzisława Rajchla (zasadzenia dokonał Wojciech Wydrzyński, prezes Towarzystwa Przyjaciół Sanoka i Ziemi Sanockiej). 14 kwietnia 2012 Dąb Pamięci honorujący Zdzisława Rajchla został zasadzony przy cmentarzu rzymskokatolickim parafii św. Wawrzyńca w rodzinnym Rymanowie.